# Relaciones Mónaco-Venezuela
Las relaciones Mónaco-Venezuela se refieren a las relaciones internacionales que existen entre Mónaco y Venezuela.

## Historia
En 2009, once embajadores no residentes de países que nunca habían tenido representación en Mónaco fueron acreditados para Mónaco, incluyendo a Venezuela.

## Deporte
La atleta venezolana Yulimar Rojas ha participado en la Liga Diamante de atletismo en Mónaco. En 2020, Rojas obtuvo el primer lugar en la categoría de triple salto con una distancia de 14 metros y 27 centímetros. En 2021 Yulimar obtuvo el segundo lugar en la Liga Diamante en la misma categoría, con 15 metros y 12 centímetros.